# 김진태 (영화 감독)
김진태은 대한민국의 영화 드라마 연출감독이다.

## 영화
- 2011년 영화 《심장이 뛰네》 ... 조감독
- 2012년 영화 《천국의 아이들》 ... 연출부
- 2013년 영화 《대회전》 ... 감독
- 2015년 영화 《앨리스: 원더랜드에서 온 소년》 ... 조감독
- 2017년 영화 《공조》 ... 연출부
- 2018년 영화 《운동회》 ... 각본&감독&기획&제작
- 2019년 영화 《아빠는 예쁘다》 ... 단역 - 대기실 안내원 역
- 2024년 영화 《결혼, 하겠나?》 ... 감독